# Dreikantröhrenwurm
Der Dreikantröhrenwurm (Spirobranchus triqueter) (ehemals Pomatoceros triqueter) ist ein mariner Ringelwurm aus der Familie der Serpulidae innerhalb der Klasse der Vielborster (Polychaeten), der insbesondere im Atlantischen Ozean und Mittelmeer verbreitet ist.

## Merkmale
Spirobranchus triqueter hat einen bis etwa 2,5 cm langen, schlanken, zylindrischen, gelblich-grünlichen, roten oder braunen Körper mit rund 100 Segmenten, von denen 7 den Thorax bilden, und einer weiß-blau-gelb-roten oder braun gestreiften Tentakelkrone aus 18 bis 20 Paar Haupttentakeln, die durch eine hohe Membran miteinander verbunden sind. Am Peristomium sitzen keine Augen.
Der hohe Kragen ist lateral eingeschnitten mit glatten, gekrümmten Rändern. Die Thoraxmembran ist breit. Die ersten beiden borstentragenden Segmente haben kapillarförmige Borsten, die bei älteren Tieren verschwinden. Die übrigen borstentragenden Segmente des Thorax haben geflügelte kapillarförmige Borsten. Die hakenförmigen Borsten des Thorax sind dreieckig mit 6 bis 10 kräftigen Zähnen in einer Reihe, bei denen der unterste, zungenförmige Zahn an der Spitze einen Einschnitt hat. Das Abdomen trägt sichelartige Borsten mit einer langen Spitze und kleinen Zähnen an der konkaven Seite. Die hakenförmigen Borsten des Abdomens haben dieselbe Gestalt wie die des Thorax. Das Pygidium hat zwei kleine runde Lappen.

## Wohnröhre
Die etwa 4 cm lange und 3 mm breite, weiße Wohnröhre von Spirobranchus triqueter hat einen deutlichen Mittelkiel und stets nur eine einzige Mittelrippe.
Die Wohnröhre wird verschlossen mit flachen, tellerförmigen Operculum mit oft kegelförmigem distalen Teil, an dem sich Fortsätze befinden können und in das der glatte Pedunculus seitlich eingefügt ist.

## Verbreitung und Lebensraum
Spirobranchus triqueter ist in der Arktis, dem nordöstlichen Atlantischen Ozean, dem Mittelmeer, Adriatischen Meer, Schwarzen Meer, Roten Meer, dem Ärmelkanal, der gesamten Nordsee, im Skagerrak, Kattegat, dem Großen und Kleinen Belt, dem Öresund und der Kieler Bucht verbreitet.
Spirobranchus triqueter lebt auf festen Substraten wie Felsen vorzugsweise unter der Gezeitenzone.

## Entwicklungszyklus
Die Weibchen von Spirobranchus triqueter entlassen bei der Paarung im Sommer ihre Eier ins freie Meerwasser, wo sie vom Sperma des Männchens befruchtet werden. Die Larven leben etwa zwei bis drei Wochen lang frei schwimmend als Zooplankton, bevor sie niedersinken, eine kleine durchscheinende Röhre aus Schleim und Kalk bilden und zu kleinen Borstenwürmern metamorphosieren. Die Röhre wird mit zunehmender Abscheidung von Calciumcarbonat durch den Kragen des Tieres härter, und der Zuwachs der Wohnröhren beträgt etwa 1,5 mm pro Monat. Dabei wechseln sich Wachstums- und Ruheperioden ab, was zur Bildung von Zuwachsstreifen an der Röhre führt.

## Ernährung
Spirobranchus triqueter ist ein Filtrierer, der mit durch Bewegungen seiner Cilien einen Wasserstrom in seiner Röhre erzeugt und Nahrungspartikel (Phytoplankton und Detritus) mit seinen Tentakeln einfängt. Auf diesen sitzende Cilien transportieren die Partikel zum Mund.

## Filme
Albrecht Fischer: Die frühesten Entwicklungsvorgänge beim Spiralierkeim (Platynereis, Sabellaria, Spirobranchus). IWF Göttingen, 1983; verfügbare Sprachen: deutsch, englisch doi:10.3203/IWF/C-1476